# Pont de Puente Sampayo
Le pont de Puente Sampayo est un pont médiéval qui traverse la rivière Verdugo situé entre la paroisse civile de Ponte Sampaio dans la commune de Pontevedra et la paroisse civile d'Arcade dans la commune de Soutomaior en Espagne.

## Histoire
Le pont est construit sur une fondation romaine. Les premières références à ce pont remontent aux Xe et XIe siècles, lorsqu'il était appelé "Ponti Sancti Pelagli de Lutto" (pont de San Paio de Lodo) et appartenait aux comtes de Bourgogne. La forteresse mythique de San Paio de Lodo était située près de ce pont, l'endroit où les armées de la reine Urraque Ire de León et de l'archevêque Gelmírez ont combattu. En 997, Almanzor le franchit, détruisant la forteresse qui le défendait. Toute personne souhaitant traverser la rivière par le pont devait payer un péage, mais grâce à l'archevêque de Saint-Jacques-de-Compostelle Diego Gelmírez, cette pratique a pris fin au XIIe siècle.
Le pont a été le témoin de la bataille de Ponte Sampaio contre l'invasion française, qui s'est déroulée les 7 et 8 juin 1809 sous une intense canonnade sur les deux rives de la rivière Verdugo et au cours de laquelle les Français ont été vaincus,.

## Description
Il s'agit d'un pont en pierre de 144 mètres de long et de dix mètres de large. Il comporte dix arcs brisés en demi-pointe entre lesquels se trouvent de grands becs. Il possède un parapet en pierre et a subi d'importantes modifications et reconstructions aux XVIe et XVIIIe siècles.
Le pont fait partie de la route PO-264 et appartient au réseau routier de la Xunta de Galice. Le Camino portugués vers Saint-Jacques-de-Compostelle franchit le pont.

## Culture
Sur la place d'Espagne de Pontevedra se dresse le monument aux héros de Puente Sampayo. La partie centrale en granit symbolise l'un des piliers du pont de Puente Sampayo, où s'est déroulée la majeure partie de la bataille de 1809.

## Galerie

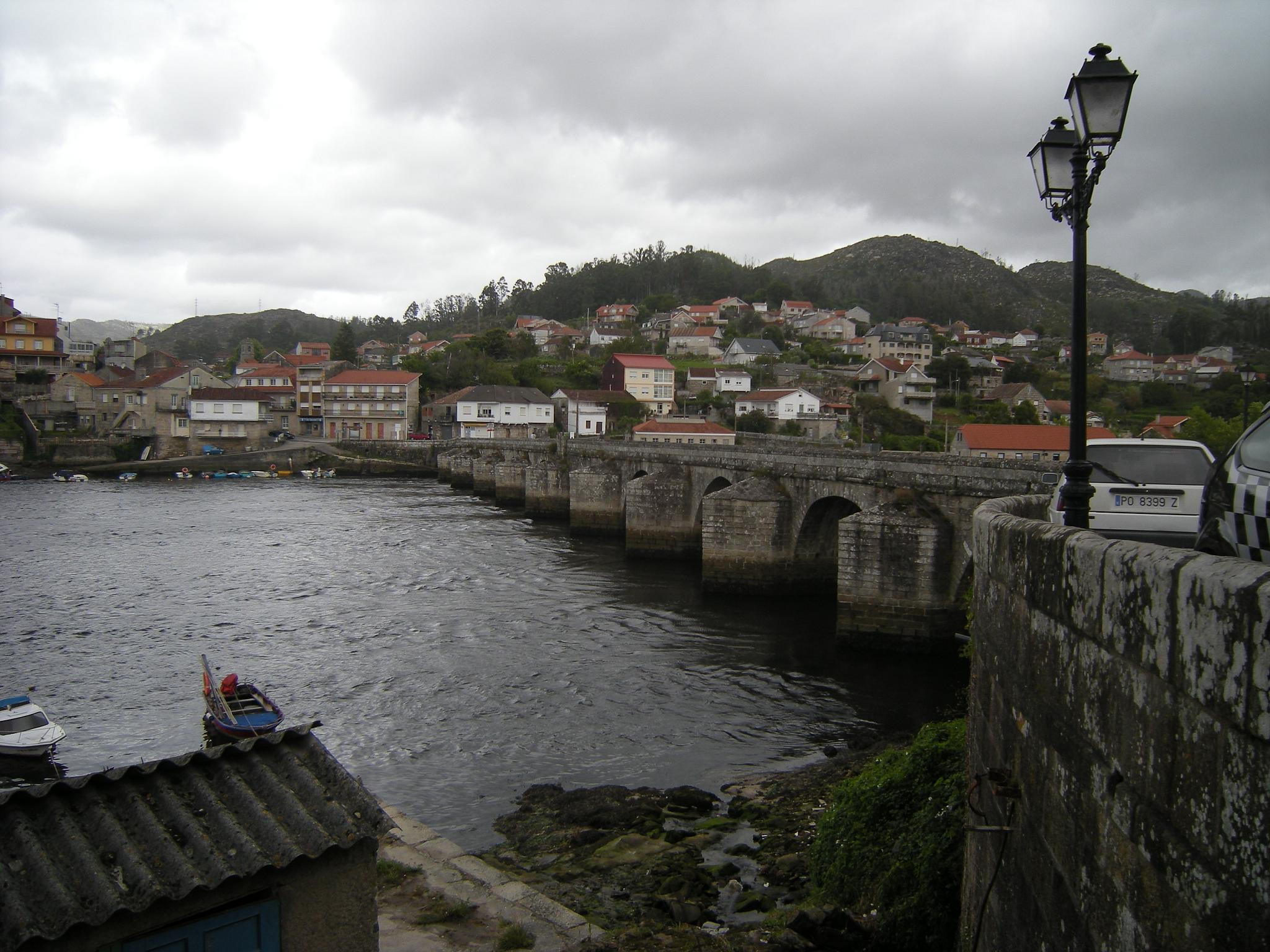
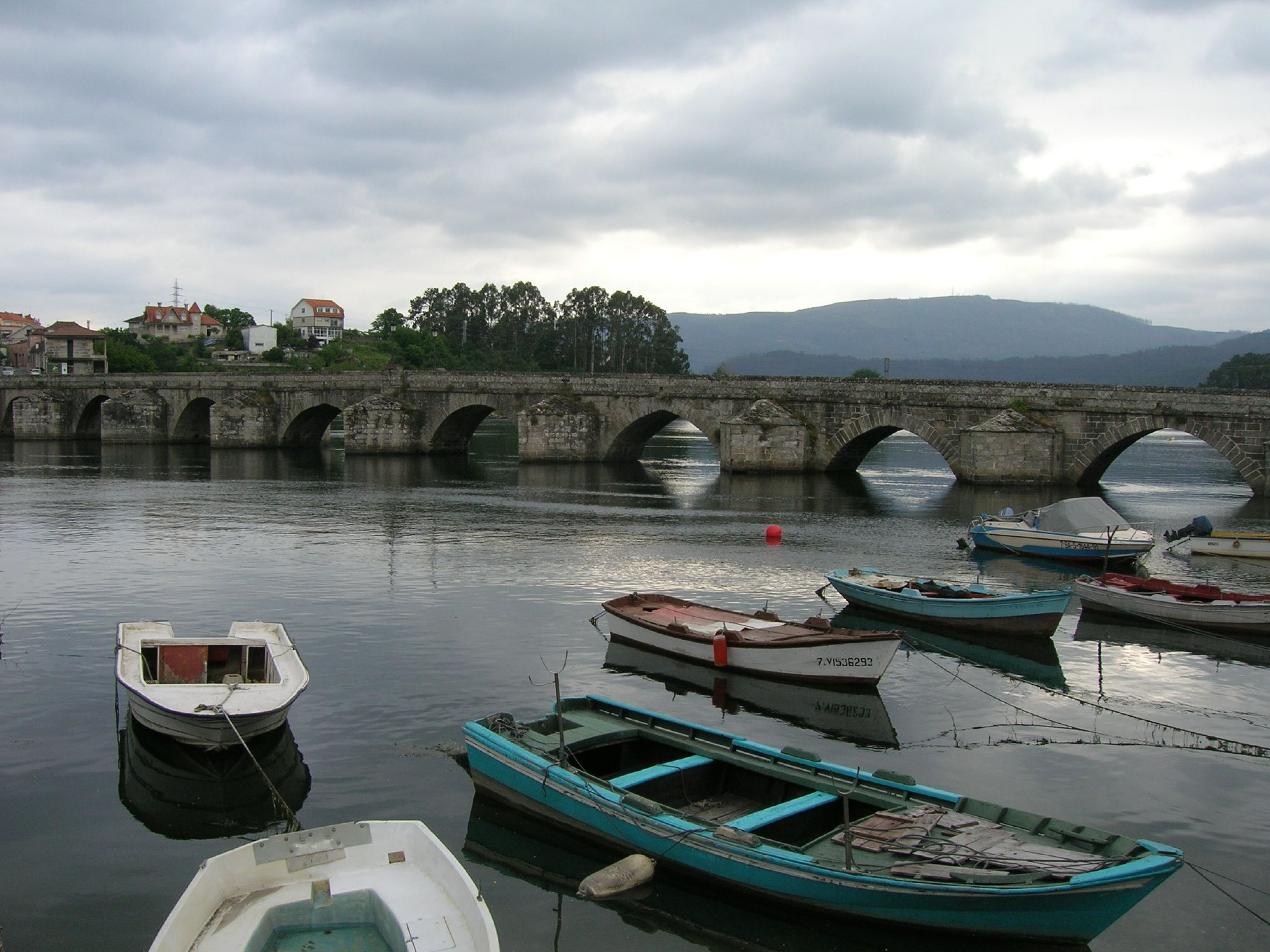
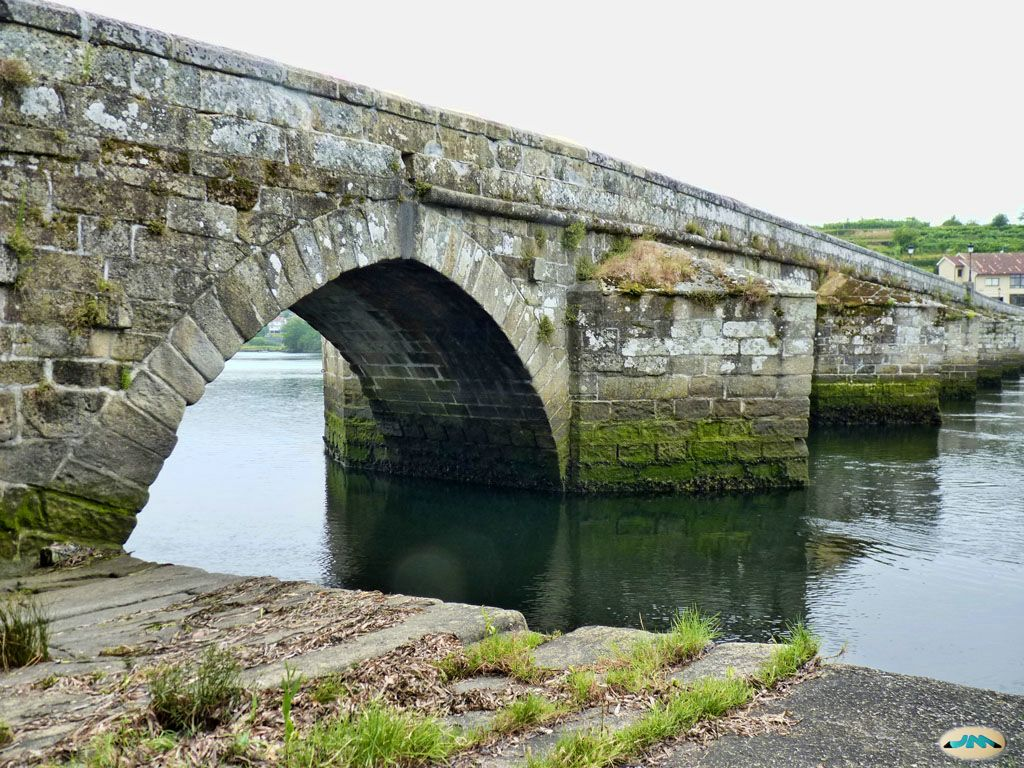
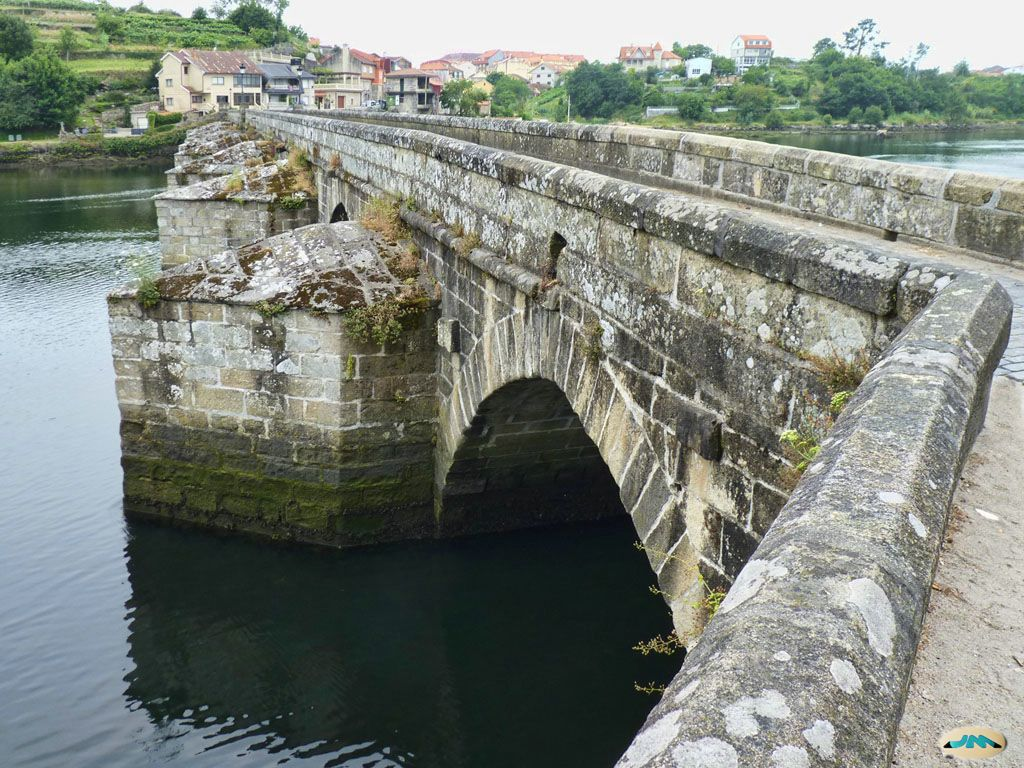
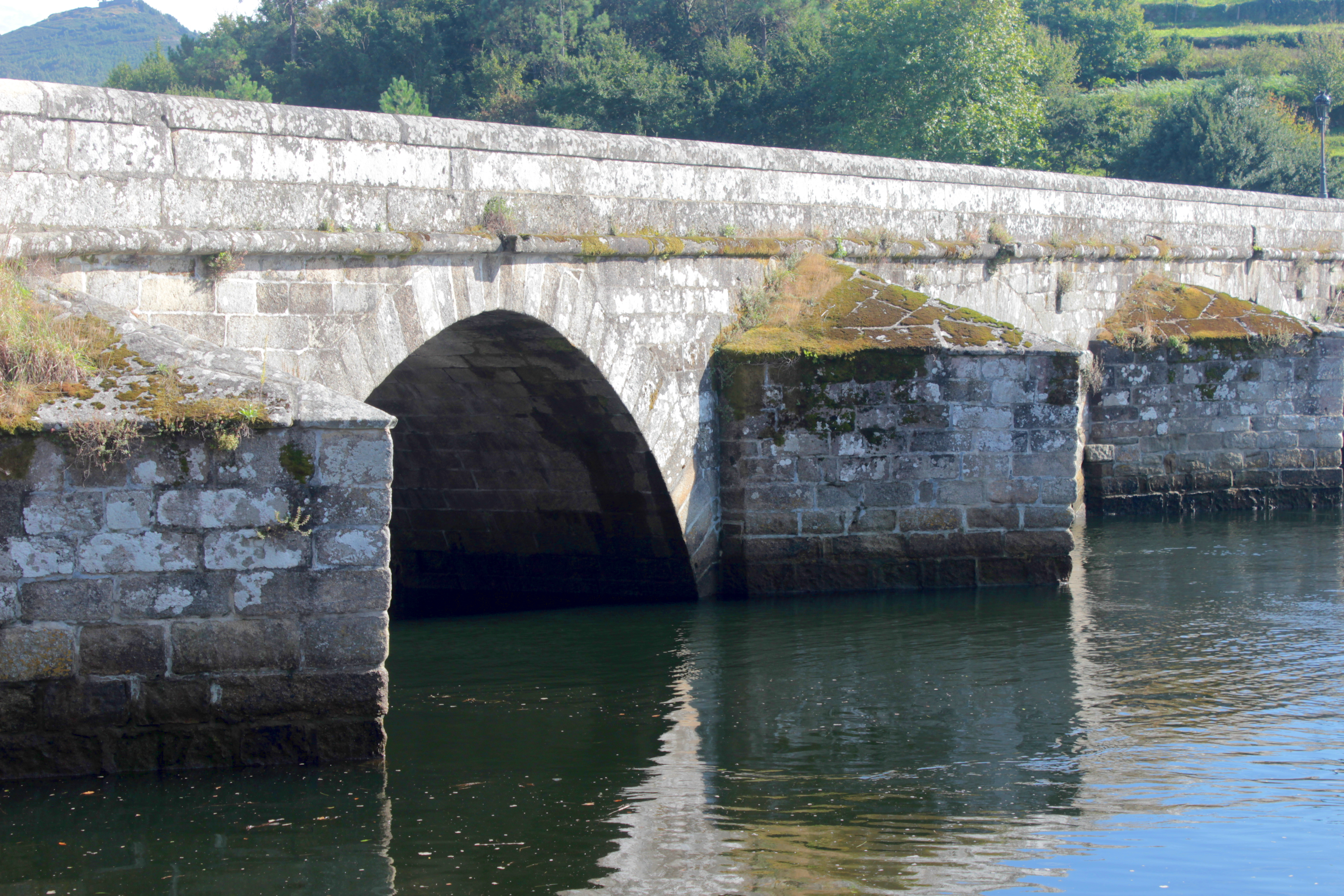
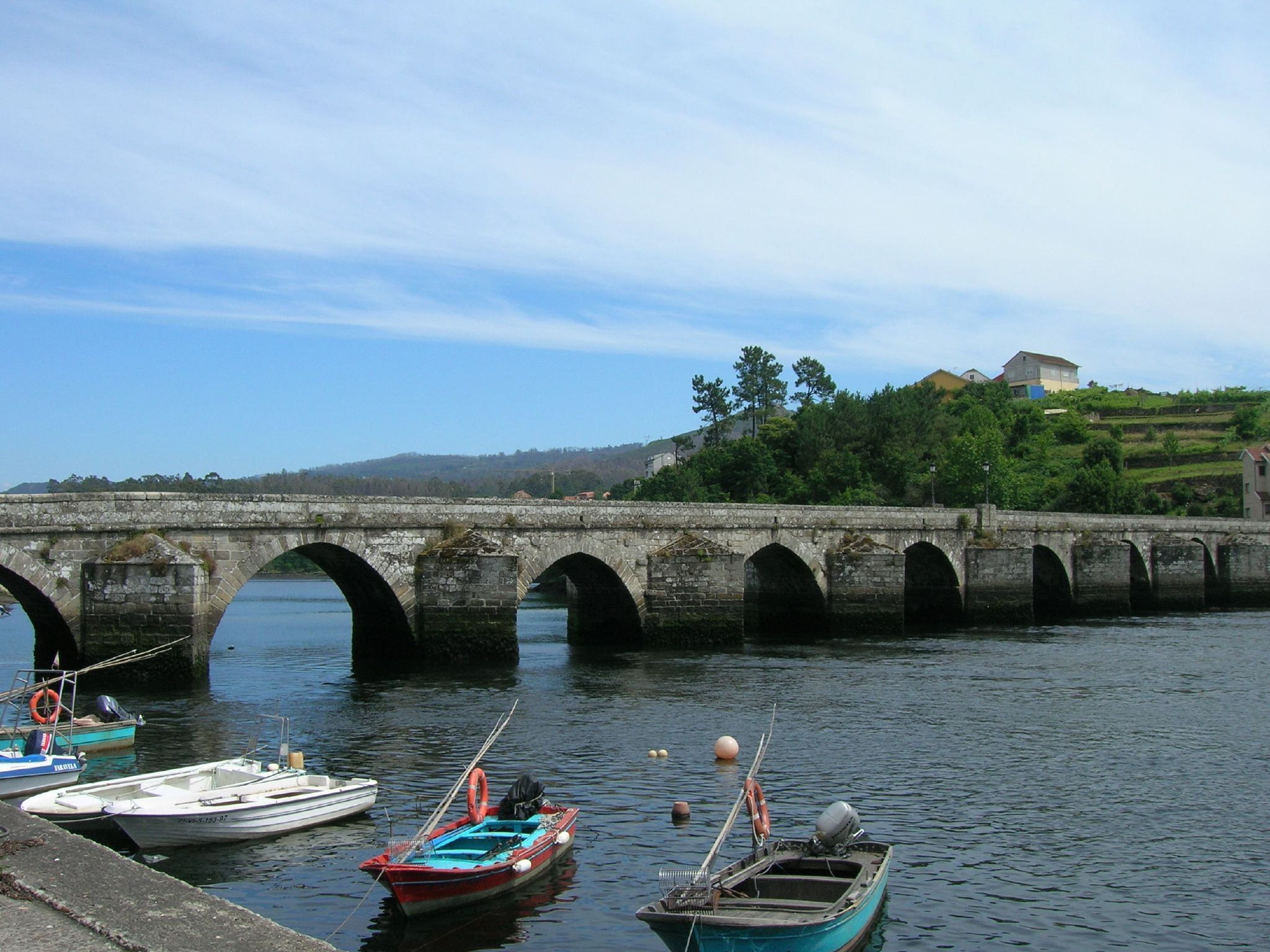
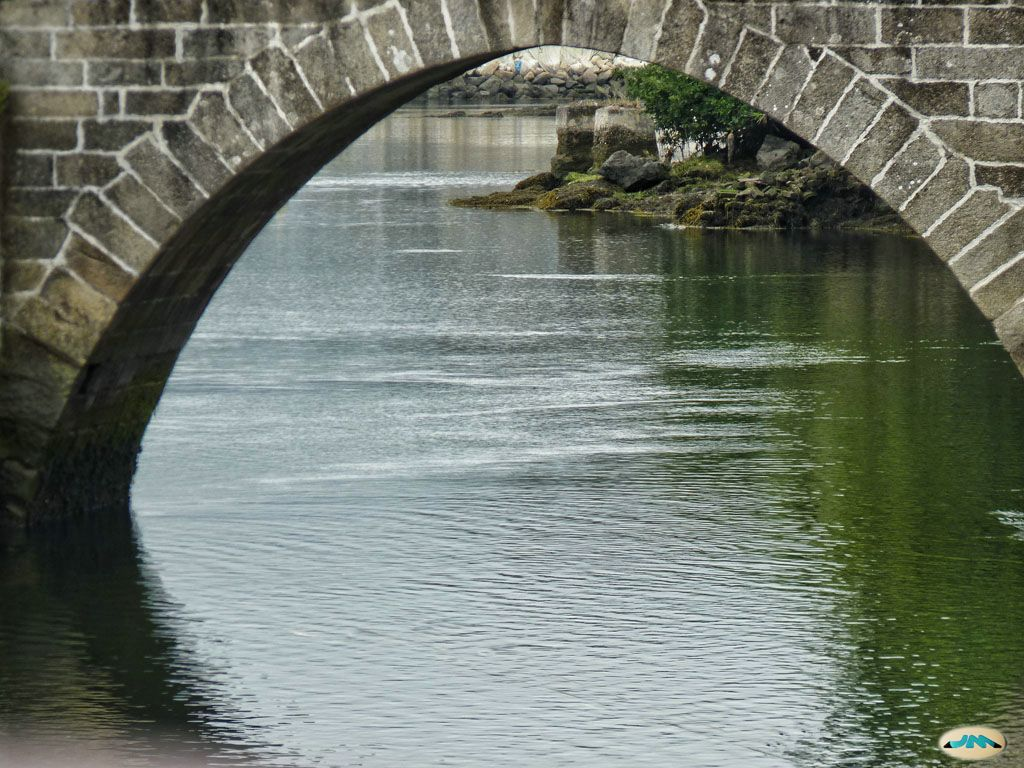
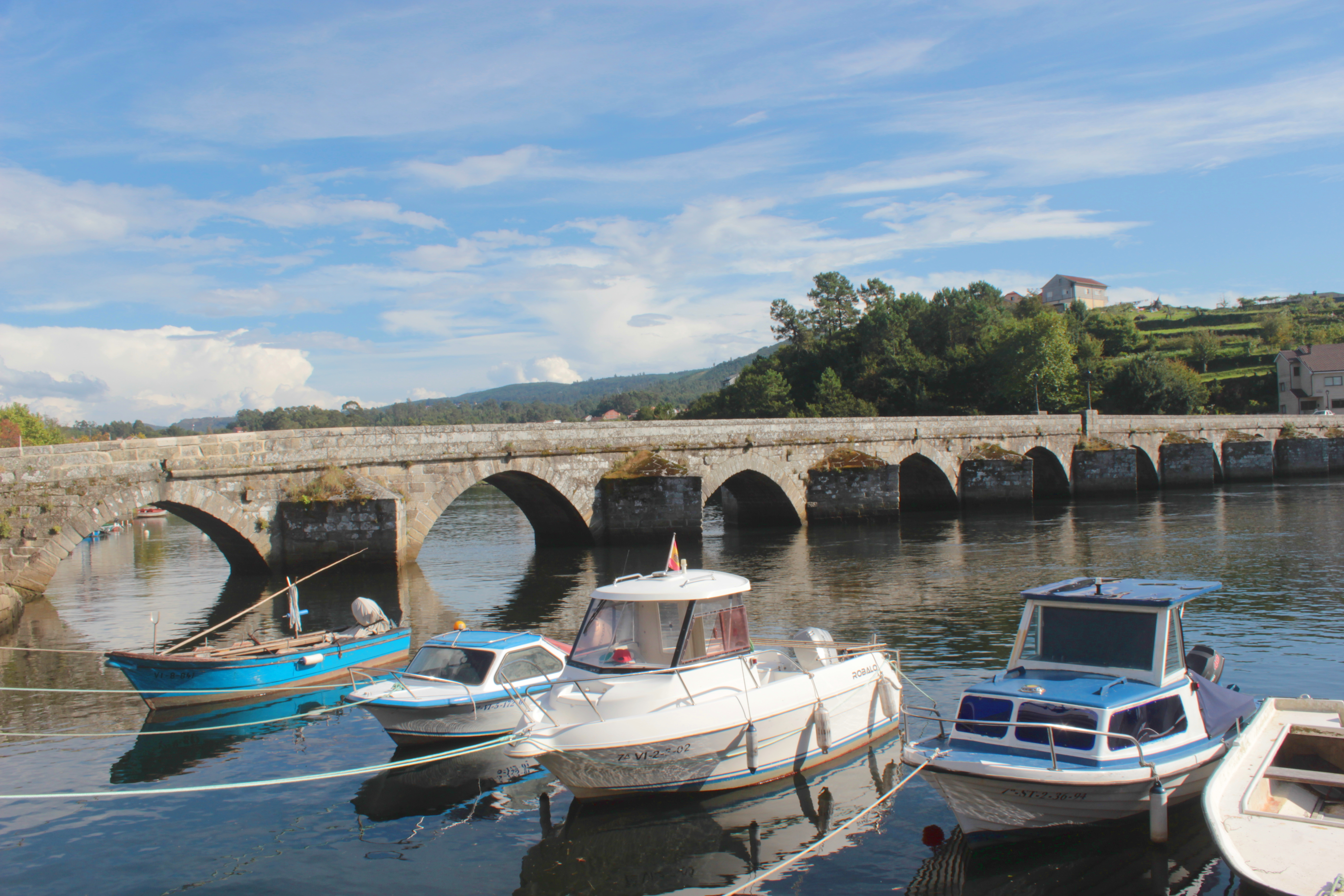